# Mielichhoferia sinensis
Mielichhoferia sinensis là một loài rêu trong họ Bryaceae. Loài này được Dixon mô tả khoa học đầu tiên năm 1933.